# 容懿王后
容懿王后（용의왕후，?—?）韓氏，湍州人，贈門下侍中韓祚之女。
高丽靖宗四年（1038年）四月冊爲麗妃，號昌盛宮主。後改玄德宮主。六年（1040年）二月冊爲王后，生哀殤君王昉、樂浪侯王璥、開城侯王暟。谥号容懿王后。

## 家族
- 父：韓祚
- 祖父：韩彦恭
- 夫：高丽靖宗
- 姐姐：容信王后
- 子：哀殤君王昉、樂浪侯王璥、開城侯王暟